# Provinz (Gaststätte)
Die kleine Gaststätte Provinz war eine links-alternative Kneipe in der damaligen Bundeshauptstadt Bonn in der Adenauerallee 228 (heute Willy-Brandt-Allee), von welcher heute nur noch die Grundmauern unter einem Rasenstück vorhanden sind. Geführt wurde sie von dem Berliner Gastronomen-Ehepaar Heike und Dieter Stollenwerk. Neben ihr lag das ehemalige Bonn-Center am Bundeskanzlerplatz.

## Geschichte
Das ursprünglich auf diesem Grundstück bestehende Haus wurde zwischen 1875 und 1877 errichtet. Ab 1900/01 wurde es als Café und Konditorei genutzt, ab 1903/04 unter dem Betreiber Kleimann.
In den 1950er Jahren gab es im gesamten Bonner Regierungsviertel – zwischen Rheinufer und der Eisenbahnlinie – nur die Gaststätte Rheinlust und das ca. 100 Meter davon nördlich entfernte, inhabergeführte Café Kleimann, das hauptsächlich von den angrenzenden Schrebergärtnern besucht wurde. Mit Eröffnung der Gastronomie 1970 im neuerbauten Bonn-Center-Komplex gab Kleimann auf und verpachtete an Stollenwerk, der bereits in Berlin erfolgreich ein linkes Szene-Lokal geführt hatte und das Café Kleimann in „PROVINZ“ umbenannte.
Anfang der 1980er Jahre war das Provinz – jetzt genau vis-á-vis vom Neubau des Bundeskanzleramtes gelegen – der Treffpunkt der Jusos und der jungen Grünen-Bundestagsabgeordneten: hier tranken und träumten Gerhard Schröder, Joschka Fischer und Otto Schily von einer rot-grünen Regierungskoalition. Zu Schröders „Thekenmannschaft“ zählten auch Heide Simonis, Antje Vollmer und Waltraud Schoppe; gern gesehen waren auch die damals 24-jährige Doris Köpf (Parlamentskorrespondentin der Bild) und die Rote Heidi. Sie alle entwarfen ein fertiges, zukünftiges Regierungskabinett auf ihren Bierdeckeln. Jetzt musste man nur noch gegenüber in das Kanzleramt. Eines Morgens und nach durchzechter Nacht zogen einige Provinzler auf die andere Straßenseite und Gerd Schröder versuchte symbolträchtig an den Zaungitterstäben zu rütteln mit dem Schrei: „Ich will hier rein“.

„Die »Provinz« war das hässliche Entlein unter den Bonner Wirtschaften – das Haus sah aus wie eine zu hoch geratene Tiefgarage –, aber sie wurde die berühmteste Polit-Kneipe der 80er Jahre. Es war eine Zeit lang der lustigste und turbulenteste Treffpunkt für Journalisten und Politiker.“

1988 wurde die Kultkneipe Provinz geschlossen und das Haus am 9. Dezember desselben Jahres abgebrochen. Nach dem Tod ihres Mannes ging die Wirtin Heike Stollenwerk nach Berlin zurück und wurde dort vorübergehend Mitarbeiterin bei der SPD, später bei den GRÜNEN, im Berliner Reichstag.